# وستجا
وستجا (به لاتین: Vastja) یک روستا در استونی است که در دهستان کوتنا واقع شده‌است.